# Вилаш-Боаш (Шавеш)
Вилаш-Боаш (порт. Vilas Boas) — населённый пункт и район в Португалии, входит в округ Вила-Реал. Является составной частью муниципалитета Шавеш. По старому административному делению входил в провинцию Траз-уж-Монтиш и Алту-Дору. Входит в экономико-статистический субрегион Алту-Траз-уш-Монтеш, который входит в Северный регион. Население составляет 218 человек на 2001 год. Занимает площадь 7,00 км².